# Xiaohekou (köpinghuvudort i Kina, Hubei Sheng, lat 29,78, long 112,62)
Xiaohekou (kinesiska: 小河口, 小河口镇) är en köpinghuvudort i Kina. Den ligger i provinsen Hubei, i den centrala delen av landet, omkring 180 kilometer sydväst om provinshuvudstaden Wuhan. Antalet invånare är 27 278. Befolkningen består av 13 346 kvinnor och 13 932 män. Barn under 15 år utgör 15,0 %, vuxna 15-64 år 74 %, och äldre över 65 år 10,0 %.
Runt Xiaohekou är det tätbefolkat, med 459 invånare per kvadratkilometer. Närmaste större samhälle är Dongsheng, 11,7 km sydväst om Xiaohekou. Trakten runt Xiaohekou består till största delen av jordbruksmark.
Genomsnittlig årsnederbörd är 1 609 millimeter. Den regnigaste månaden är april, med i genomsnitt 233 mm nederbörd, och den torraste är december, med 33 mm nederbörd.